# Хуліан Фустер
Хуліан Фустер Рібо (ісп. Julián Fuster Ribó, іноді Fúster, 9 липня 1911 — 22 січня 1991) — іспанський і радянський хірург, у 1948–1955 роках — політв'язень ГУЛАГу.

## Біографія
Народився 9 липня 1911 року у Віго, у сім'ї військовика-каталонця. Ліценціат медицини (Барселонський університет, 1935), студентом брав участь у діяльності ряду лівих угруповань. З 1936 року — член Об'єднаної соціалістичної партії Каталонії (PSUC) — каталонської гілки іспанської компартії, але за даними сталінського слідства член компартії з 1929 року. Як військовий медик брав участь у громадянській війні на боці республіканців. З 1 грудня 1936 року служив у XI армійському корпусі, закінчив громадянську війну як начальник служби охорони здоров'я XVIII корпусу. Він був лікарем тилових шпиталів на фронтах Арагона та Каталонії.
На початку 1939 року залишив Іспанію та був інтернований у табор Сен-Сіпрієн на півдні Франції, де очолив медичну службу. Разом із доктором Хоакімом Віньєсом Еспіном (ісп. Joaquim Vinyes Espin) займався вивченням м'язових болів, викликаних нестачею вітаміну C (за результатами цих досліджень доктор Вінес написав роботу, за яку у 1942 році отримав нагороду паризької Академії медичних наук). Через розбіжності з французьким медичним керівництвом у березні був заарештований, звільнений через два місяці, після чого з кількома товаришами виїхав до СРСР.

### У СРСР
У Радянському Союзі працював хірургом у санаторії в Агудзері (Абхазька АРСР), після червня 1941 року — на службі у Червоній армії: до лютого 1943 року — в Ульяновському евакошпиталі (з жовтня 1942 року очолював хірургічне відділення), з квітня 1943 року — у хірургічній клініці московської лікарні ім. Семашка. З 1946 року в інституті Бурденка (нейрохірургія). Незабаром після Другої світової війни він підготував рукопис обсягом близько 200 сторінок машинопису під назвою «Радянська хірургія. Записки іспанського хірурга».
У 1945 — 1947 роках подавав документи на виїзд з СРСР до Мексики, де проживали його мати та сестра; у зв'язку з цим у листопаді 1947 року його виключили з комуністичної партії Іспанії та звільнили з роботи в інституті Бурденка. Позбавлений коштів для існування, звернувся до посольства Аргентини, де був прийнятий на роботу як перекладач. У січні 1948 року при спробі нелегально залишити СРСР був схоплений інший перекладач посольства, також іспанець, Хосе Антоніо Туньйон Альбертос (ісп. José Antonio Tuñón); за його свідченнями 8 січня 1948 року заарештували і Фустера:
|  | Працюючи в низці медичних установ Москви, він систематично вів серед товаришів по службі антирадянську агітацію, неодноразово заявляв про відсутність демократії в Радянському Союзі, наклепницько відгукувався про радянську інтелігенцію та вихваляв життя за кордоном. Використовуючи своє службове становище, з метою особистої наживи нелегально робив аборти. Встановивши зв'язок із представниками аргентинського посольства, передавав їм розвідувальну інформацію від іспанців, які проживали у Москві. |

27 липня 1948 року заступник міністра держбезпеки генерал-лейтенант Огольцов затвердив обвинувальний висновок, у серпні Особлива нарада засудила Фустера на 20 років позбавлення волі. В ув'язненні також працював хірургом, як покарання переводився на спільні роботи.
Хуліан Фустер двічі згадується у книзі О. І. Солженіцина «Архіпелаг ГУЛАГ»:
|  | Не потрапив начальнику ОЛП хірург Фустер, іспанець. "Послати його на кам'яний кар'єр!" Надіслали. Але незабаром захворів сам начальник та потрібна операція. Є інші хірурги, можна поїхати і до центральної лікарні, ні, він вірить лише Фустеру! Повернути Фустера з кар'єру! Робитимеш мені операцію! (Але помер на столі.) |

І також у контексті Кенгірського повстання ув'язнених:
|  | Було вбито та кілька десятків поранених. А ще – бігли позаду червонопогонники зі багнетами та доколювали поранених. А ще ззаду, по розподілу каральної праці, прийнятої вже в Екібастузі, і в Норильську, і на Воркуті, бігли наглядачі із залізними ломами та цими ломами до смерті добивали поранених. (Тієї ночі в лікарні другого табпункту засвітилася операційна, і ув'язнений хірург іспанець Фустер оперував.) |

У лютому 1955 року Центральна комісія з перегляду справ знизила міру покарання Фустеру, а також Туньйону, Педро Сепеде (ісп. Pedro Cepeda) та Франсиско Рамосу Молінсу (ісп. Francisco Ramos Molins до фактично відбутого терміну, і у березні вони були звільнені.
Повернувшись із таборів, Фустер до жовтня 1956 року працював хірургом та травматологом у районній лікарні у селищі міського типу Лотошино, потім займався перекладами медичної літератури. 4 травня 1959 року отримав дозвіл на виїзд до Іспанії і того ж місяця залишив СРСР на борту корабля «Сергій Орджонікідзе» у складі сьомої й останньої організованої групи іспанських репатріантів.
«Спільники» Фустера також змогли залишити Радянський Союз; Сепеда, який спочатку мав намір залишитися у СРСР, згодом також виїхав до Іспанії.

### Після звільнення
Незабаром, після повернення на батьківщину, Фустер відвідав Кубу, куди після іспанської громадянської війни переїхали його родичі, проте після перемоги Кубинської революції скептичне ставлення до комуністичної ідеї (він написав серію нарисів «Свідоцтва з комуністичного раю», ісп. „Testimonios del Paraíso comunista“) не дозволило йому прижитися на острові: він був змушений ховатися від кастровських спецслужб і бігти назад до Іспанії.
У 1961 році на запрошення ВООЗ поїхав працювати до Конго. Три з половиною роки він пропрацював у шпиталях в Екуатервіллі та Букаву:188 звідки був евакуйований у червні 1964 року, оскільки через громадянську війну перебування там стало занадто небезпечним.
Знову повернувшись до Іспанії, працював у лікарні у Палафружелі у Жироні, а потім у Таррагоні.
Хуліан Фустер Рібо помер у Таррагоні у 1991 році від інфаркту міокарда.

## Родина
Фустер був одружений чотири рази, і від чотирьох жінок у нього були діти.
- Перша дружина — Долорес Бардо (ісп. Dolores Bardo) поїхала до СРСР за Хуліаном, шлюб розпався під час війни від цього шлюбу у Хуліана було три дочки, дві з них померли у СРСР, в живих залишилася тільки старша Діна.
  - Донька — Діна[13]
  - Донька — померла в СРСР від туберкульозу у дитинстві[13].
  - Донька — померла у СРСР від туберкульозу у дитинстві[13].
- Друга дружина — ім'я не вказано, відомо, що вона була росіянкою за національністю, і розлучилася з Фустером після його арешту[13].
  - Дочка — Анна[13].
- Подруга — Еха Лепп (11 березня 1918 — 13 вересня 2009[14]), студентка-біолог з Тарту, була заслана до Сибіру, бігла з заслання, незабаром піймана, отримала термін, який відбувала у Степлазі, працювала медсестрою у лікарні у Фустера. У них народився у таборі син[13].
  - Син — Тоомас Лепп, естонський телевізійний журналіст.
- Третя дружина — Надія Гордович, з нею Хуліан познайомився у Степлазі, з нею виїхав до Іспанії, вони разом переїхали на Кубу, потім назад до Іспанії. Там її запідозрили у співпраці з радянською розвідкою під час перебування на Кубі, і після допитів у поліції вона вирішила повернутися до СРСР[13]:176.
- Четверта дружина — Кармен Руїс (ісп. Carmen Ruiz)
  - Син — Рафаель Фустер Руїс (1971 р. н.)[13].